# ریچارد رتی
ریچارد رتی (چکی: Richard Réti; ۲۸ مهٔ ۱۸۸۹ – ۶ ژوئن ۱۹۲۹) شطرنج‌باز، نظریه‌پرداز شطرنج
و از صاحب‌نظران آخر بازی اهل چکسلواکی (سابقاً اتریش-مجارستان) بود. او به همراه آرون نیمزوویچ از برجسته‌ترین حامیان و مفسران هایپرمدرنیسم در شطرنج به‌شمار می‌رود.